# Muhu
Muhu (németül és svédül Moon, illetve németül még Mohn) Észtország harmadik legnagyobb szigete, a Moonsund-szigetek tagja.

## Fekvése és lakossága
A Balti-tenger középső részén, a Rigai-öböltől északra található szigetnek 2010-ben 1697 lakosa volt. A sziget közigazgatásilag egy községet alkot (Muhu vald), amely Saare megye (Saare maakond) részét képezi, melyhez a délnyugatra fekvő nagyobb sziget, Saaremaa is tartozik. A község területe 198 km², legmagasabb tengerszint feletti pontja 25 méter.
Északi felén meredek abráziós partok találhatók sziklás partfalakkal. A vegetációja a karsztvidékekre jellemző, sok borókabokorral. Külasemában a neolit korból származó sírokra bukkantak. Az északi és nyugati parton vaskorból származó kősírok, délnyugaton a muhui sáncvár található.

## Történelme
1227 januárjában a livóniai kardtestvérek, lettek, németek és helyi livóniaiak összesen 20 000 emberrel Modenai Vilmos vezetésével átkeltek a befagyott tengeren és megtámadták a Saaremaa szigetén lévő utolsó pogány észteket. A Muhu szigetén lévő Mona sáncerődjükbe visszavonuló észteket egy hétig ostromolták német-dán csapatok. Végül sikerült betörniük az erődbe és az ott található 2500 főt – fegyvereseket és menekülőket – mind megölték. Ezzel fejeződött be az lívföldi keresztes hadjárat.
1270 február 16-án a sziget és a szárazföld közti befagyott jégen zajlott le a karusei csatát a Litván Nagyfejedelemség és a kardtestvérek között, mely előbbiek győzelmét hozta.
Partjainál vívták 1917 őszén a moonsundi csatát a német és az orosz flották egységei.

## Települések
A sziget nagyobb települései a közepén fekvő Liiva (Mohn), Nõmmküla, Hellamaa, Koguva, Kuivastu és Pädaste.
Muhu az 1896-ban átadott, járművekkel is járható gáttal össze van összekötve Saaremaaval. A sziget délkeleti részén lévő Kuivastut rendszeres kompjárat köti össze az észt törzsterületen lévő Virtsuval. Télen, mikor a tengerszoros befagy, a jégen kijelölt útvonalon gépjárművekkel is megközelíthető a sziget.
Saaremaa, Hiiumaa, Vormsi és Muhu több más környező szigettel együtt az UNESCO bioszféra-rezervátumai közé tartozik, mely 4040 km² szárazföldet és 11 150 km² tengert foglal magába. A szigeten találhatók Észtország utolsó üzemben lévő szélmalmai.

## Látnivalók
- Liiva plébániatemploma (Katalin-templom)

## Képek

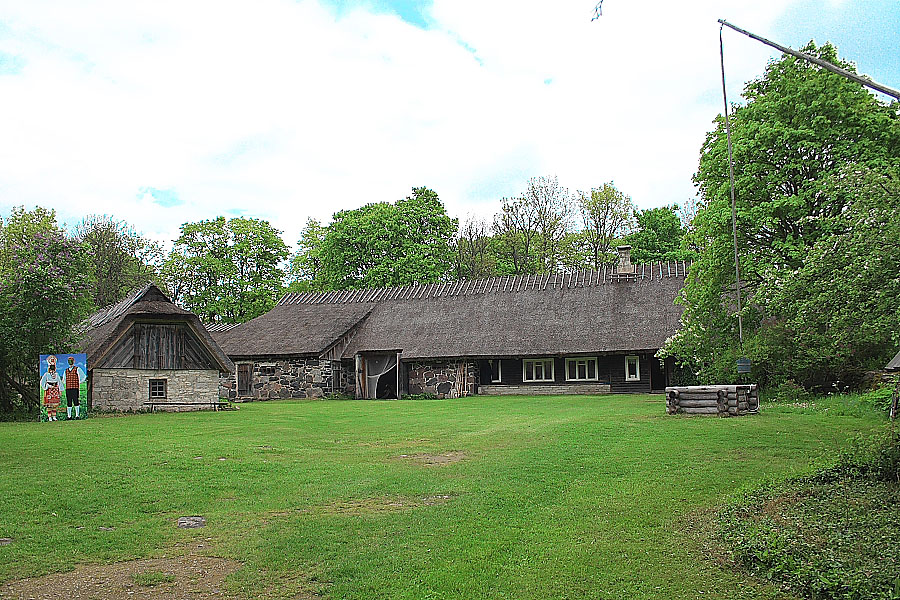
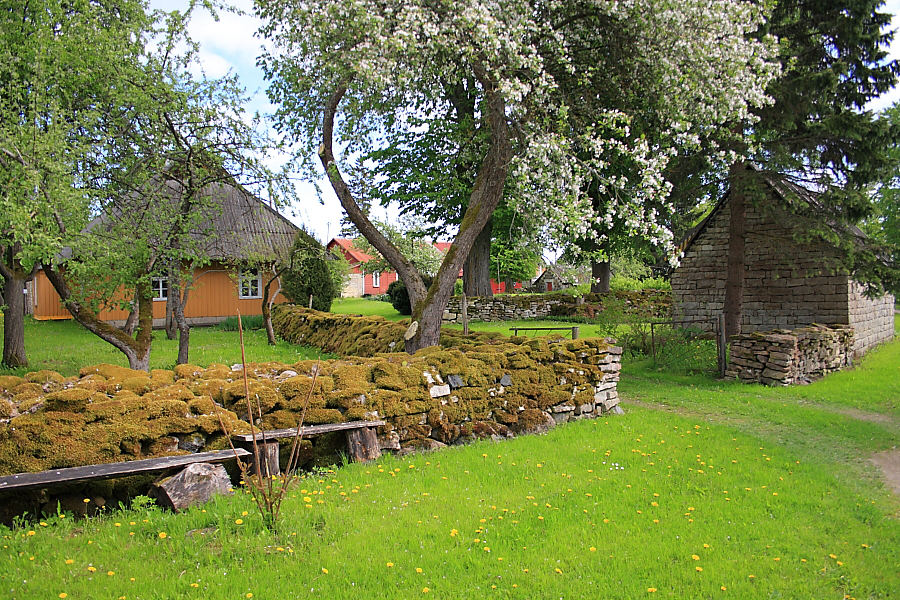
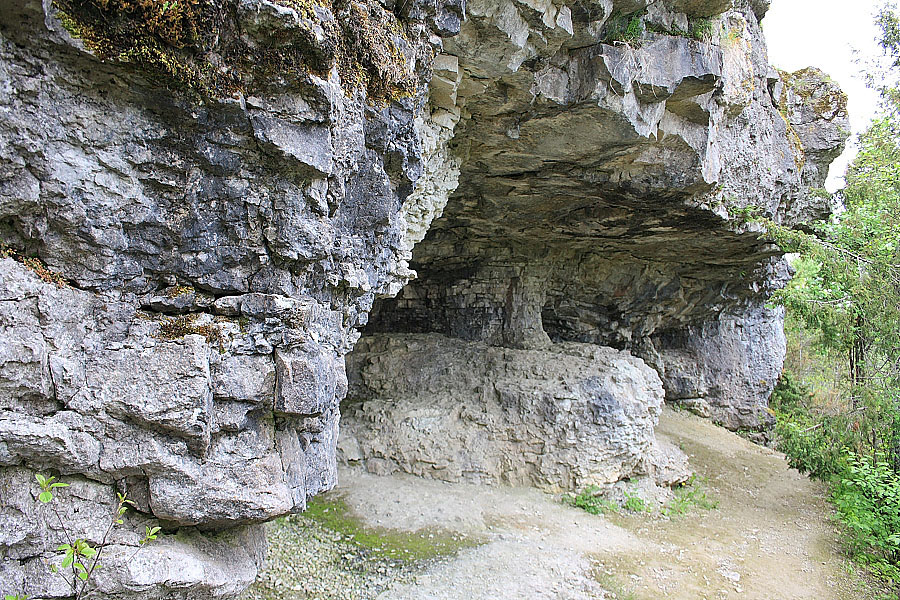

## Fordítás
- Ez a szócikk részben vagy egészben  a   Muhu című német Wikipédia-szócikk fordításán alapul.  Az eredeti cikk szerkesztőit annak laptörténete sorolja fel. Ez a jelzés csupán a megfogalmazás eredetét és a szerzői jogokat jelzi, nem szolgál a cikkben szereplő információk forrásmegjelöléseként.
- Ez a szócikk részben vagy egészben  a   Muhu című angol Wikipédia-szócikk fordításán alapul.  Az eredeti cikk szerkesztőit annak laptörténete sorolja fel. Ez a jelzés csupán a megfogalmazás eredetét és a szerzői jogokat jelzi, nem szolgál a cikkben szereplő információk forrásmegjelöléseként.
- Ez a szócikk részben vagy egészben  a   Muhu (Wallburg) című német Wikipédia-szócikk fordításán alapul.  Az eredeti cikk szerkesztőit annak laptörténete sorolja fel. Ez a jelzés csupán a megfogalmazás eredetét és a szerzői jogokat jelzi, nem szolgál a cikkben szereplő információk forrásmegjelöléseként.

1. ↑  Rahvaloenduse tulemused näitavad asustatud saarte arvu kasvu. Észt Statisztikai Hivatal, 2013. január 9.